# Médias 24
Ne pas confondre avec Media24, une société d'imprimerie sud-africaine de journaux et de magazines
 (octobre 2013).
Si vous disposez d'ouvrages ou d'articles de référence ou si vous connaissez des sites web de qualité traitant du thème abordé ici, merci de compléter l'article en donnant les références utiles à sa vérifiabilité et en les liant à la section « Notes et références ».
Médias 24 est un journal marocain fondé en 2013 par Naceureddine El Afrite et Hicham Senoussi.
Il traite principalement de l'actualité économique, sociale et financière. En 2015, il lance une version arabophone intitulée Majala24
Le groupe est francophone et parle plus à une élite marocaine du fait de la rareté des articles dits "gratuits". Son siège est situé à Casablanca.
En mai 2023, le site lance des formules "abonnements" et restreint une partie de son contenu aux seuls abonnés.

## Présentation
Medias24 est principalement tourné vers l'actualité économique en général mais pour la politique et sociale sur le champ marocain seulement.
Son directeur-général ,dit DG, avait déjà, auparavant dirigé le groupe Maroc Soir - qui publie Le Matin - entre 2001 et 2006.